# John Gadret
John Gadret (født 22. april 1979) er en fransk tidligere professionel cykelrytter.